# Live at Max's Kansas City
Live at Max's Kansas City är ett livealbum av The Velvet Underground, inspelat på nattklubben Max's Kansas City i New York och utgivet 1972.
Under juni-augusti 1970 gjorde Velvet Underground en rad spelningar på Max's Kansas City, samtidigt som de arbetade med albumet Loaded. Den här specifika spelningen ägde rum den 23 augusti. Lou Reed lämnade Velvet Underground snart därefter och det är möjligt att det här är hans sista framträdande med gruppen. Efter Reeds uppbrott fortsatte gruppen att spela, med basisten Doug Yule som sångare. Skivbolaget Atlantic Records, som givit ut Loaded och hade kontrakt för ett till album, var dock inte särskilt intresserade utan valde att istället ge ut det här livealbumet från när Reed fortfarande medverkade.
Albumet kan beskrivas vara av bootlegkaraktär. Det spelades in på en enkel kassettbandspelare av Brigid Polk, en medarbetare till Andy Warhol. Mellan låtarna kan man bland annat höra författaren Jim Carroll beställa drinkar.

## Låtlista
Sida ett
1. "I'm Waiting for the Man" - 4:00
2. "Sweet Jane" - 4:52
3. "Lonesome Cowboy Bill" - 3:41
4. "Beginning to See the Light" - 5:00

Sida två
1. "I'll Be Your Mirror" - 1:55
2. "Pale Blue Eyes" - 5:38
3. "Sunday Morning" - 2:43
4. "New Age" - 5:58
5. "Femme Fatale" - 2:29
6. "After Hours" - 2:05